# Melitaea latonigenoides
Melitaea latonigenoides är en fjärilsart som beskrevs av Kesenheimer 1921. Melitaea latonigenoides ingår i släktet Melitaea och familjen praktfjärilar. Inga underarter finns listade i Catalogue of Life.